# Општина Налбант (Тулћа)
Налбант (рум. Nalbant) општина је у Румунији у округу Тулћа.
Oпштина се налази на надморској висини од 113 m.